# Sauropodiformes
De Sauropodiformes zijn een groep plantenetende saurischische dinosauriërs, behorend tot de Sauropodomorpha.
In 2007 meende Paul Callistus Sereno dat de Sauropoda niet zo gedefinieerd zouden moeten worden dat tweevoetige vormen eronder vielen. De groep die de Sauropoda omvatte en nauw daaraan verwante vormen zou dan een aparte naam moeten krijgen.
Hij definieerde de klade Sauropodiformes als de groep bestaande uit de laatste gemeenschappelijke voorouder van Mussaurus patagonicus en Saltasaurus loricatus; en al zijn afstammelingen.